# Friedrich Wilhelm von Seydlitz

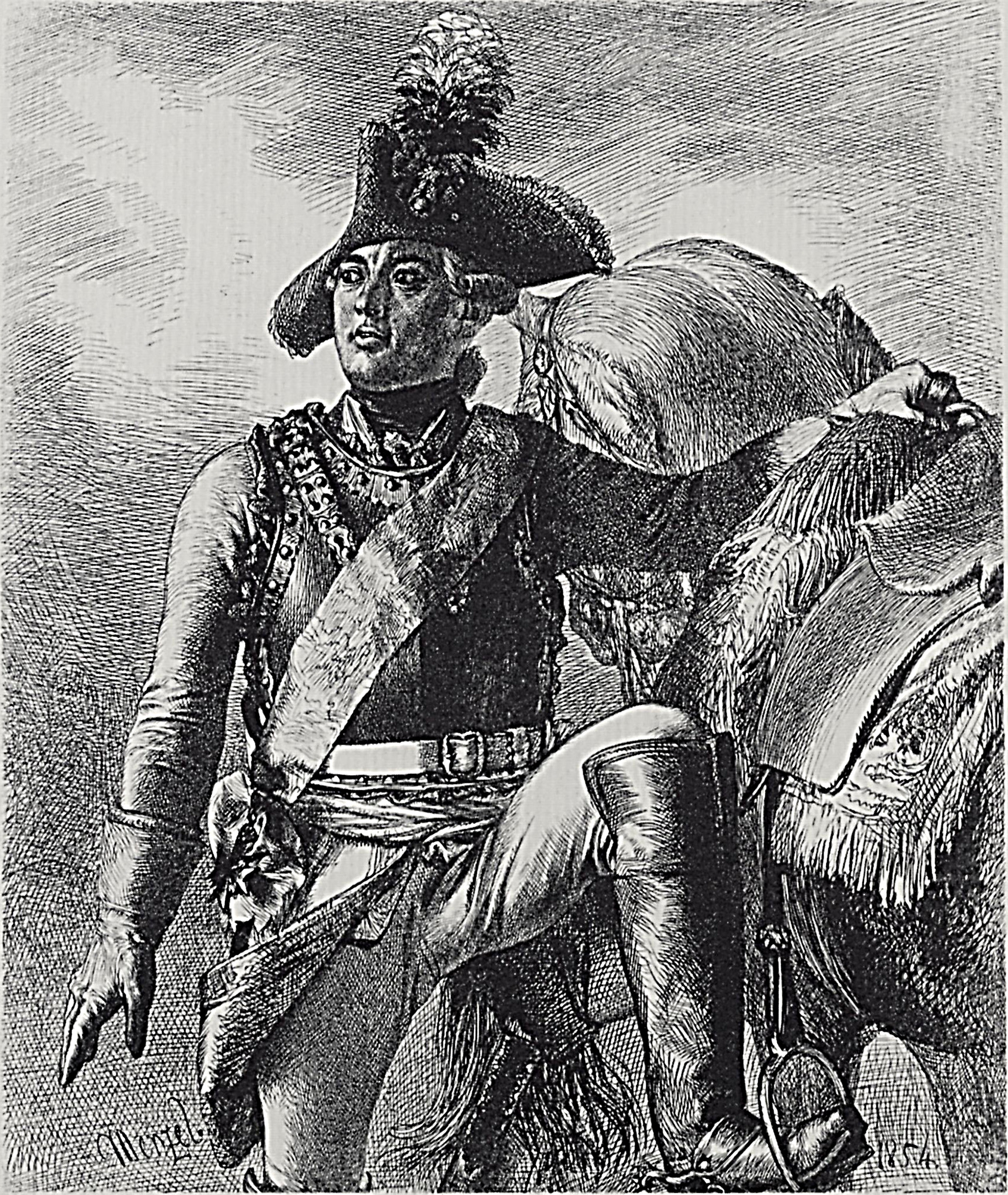
Friedrich Wilhelm von Seydlitz, Zeichnung von Adolph von Menzel

Friedrich Wilhelm Freiherr von Seydlitz-Kurzbach (* 3. Februar 1721 in Kalkar; † 8. November 1773 in Ohlau) war ein preußischer Generalleutnant der Kavallerie unter Friedrich dem Großen. Er kämpfte in den Schlesischen Kriegen und siegte in der Schlacht bei Roßbach. Seydlitz gehört zu den bedeutendsten Feldherren seiner Zeit.

## Leben

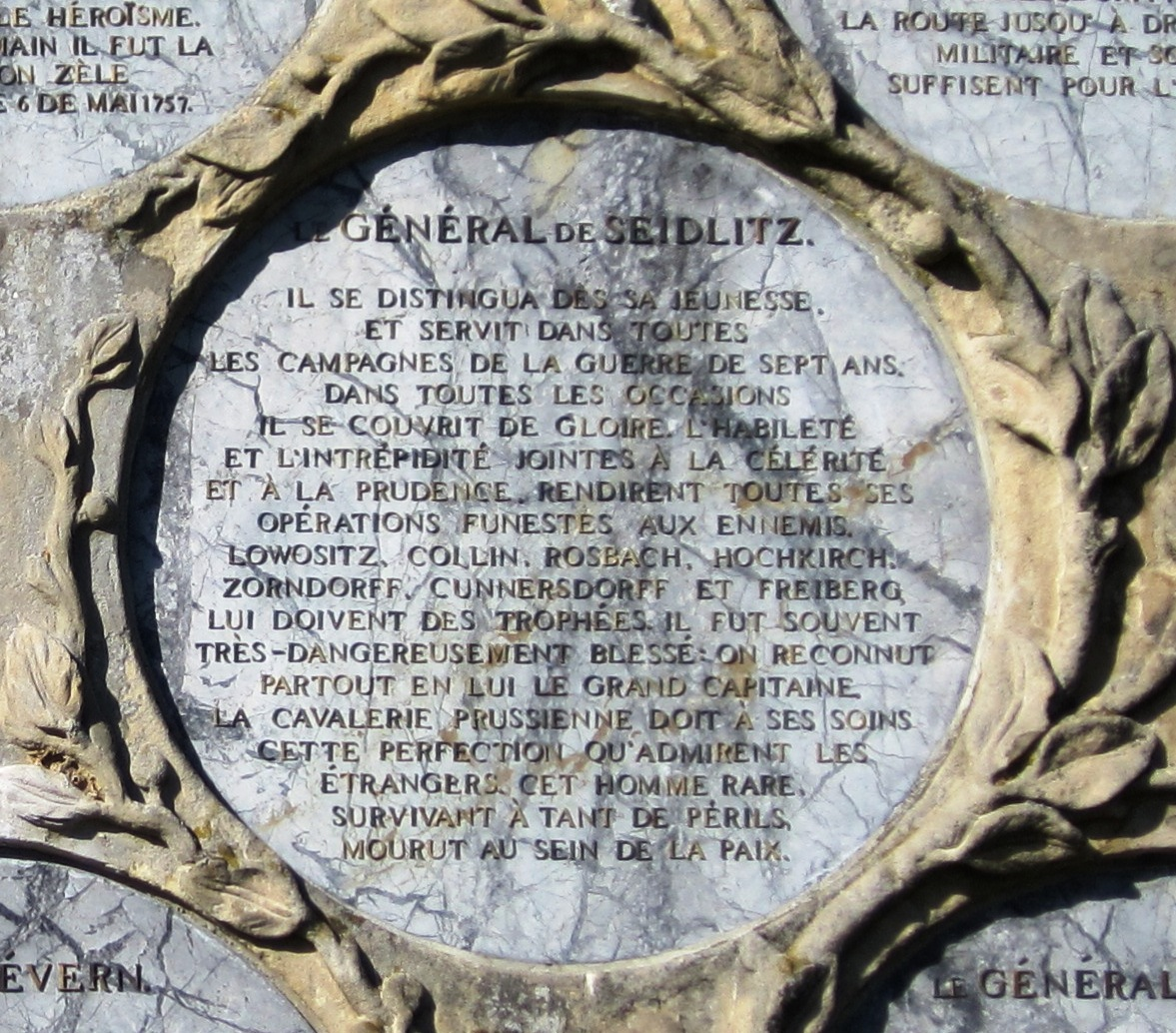
Inschrift am Rheinsberger Obelisken

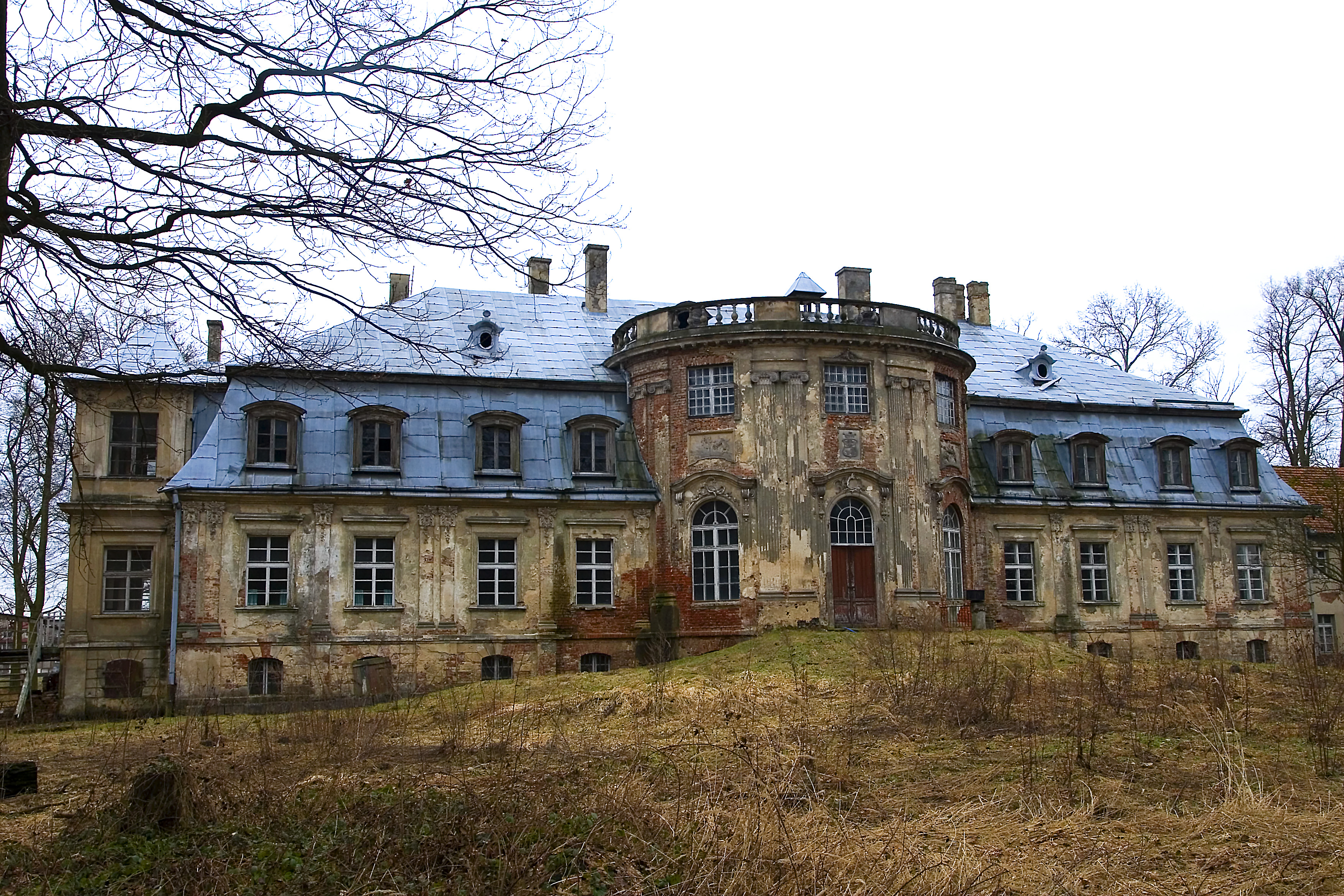
Ruine von Schloss Minkowsky

Als Friedrich Wilhelm von Seydlitzs Vater, ein Major der Kavallerie, 1728 starb, zog die Mutter mit ihren Kindern nach Bad Freienwalde (Oder), wo von Seydlitz die Schule besuchte und unter beengten Verhältnissen aufwuchs, bis der Schwedter Markgraf Friedrich Wilhelm als ehemaliger Oberst seines Vaters den 13-Jährigen als Pagen zu sich mit an den Hof nahm. Dort entwickelte Seydlitz einen außergewöhnlich guten Umgang mit Pferden. 1740 zog ihn der König von Schwedt in das Kürassierregiment nach Belgard an der Persante als Kornett ab. Als solcher nahm er auf Seiten der Preußen am 1. Schlesischen Krieg teil. Im Gefecht bei Kranowitz am 20. Mai 1742 zeichnete er sich derart aus, dass er, in Gefangenschaft geraten, gegen einen österreichischen Hauptmann ausgetauscht wurde.
Am Abend des 20. Juni 1757 ernannte König Friedrich der Große von Seydlitz für die erfolgreiche Deckung des preußischen Rückzuges nach der verlorenen Schlacht von Kolin außer der Reihe zum jüngsten Generalmajor und Befehlshaber der Kavallerie. Außerdem erhielt er für seine glorreiche Führung von 15 Eskadrons den Pour le Mérite. Seine Attacken begann Seydlitz stets, indem er seine Pfeife in die Luft warf. Am 5. November 1757 entschied er durch zwei zeitversetzte Kavallerie-Attacken mit 33 Schwadronen die Schlacht bei Roßbach für die Preußen gegen französische Truppen und die Reichsarmee. Seydlitz wurde verwundet und noch auf dem Schlachtfeld vom König mit dem Hohen Orden vom Schwarzen Adler ausgezeichnet.
Wenige Tage nach der Schlacht wurde er von Friedrich II. zum Generalleutnant befördert. Seydlitz hatte wesentlichen Anteil am preußischen Sieg in der Schlacht von Leuthen, in der seine Kavallerie die linke Flanke der Habsburger durchbrach. Während seines Genesungsaufenthalts in Berlin wirkte er im Oktober 1760 an der Verteidigung der preußischen Hauptstadt gegen einen russisch-österreichischen Angriff mit, konnte aber die russische Besetzung Berlins nicht verhindern. In der Schlacht bei Teplitz am 2. August 1762 erlitt von Seydlitz eine Niederlage.
Beispielhaft für die Auslegung preußischen Gehorsams ist eine Begebenheit der Schlacht von Zorndorf. Seydlitz verweigerte mehrmals den Befehl des Königs, mit seinen Kavallerieeinheiten in die Schlacht einzugreifen, obwohl ihm mit der „Gefahr seines Kopfes“ gedroht wurde. Laut Theodor Fontane soll er daraufhin geantwortet haben, „nach der Schlacht stehe dem Könige sein Kopf zu Befehl; während derselben möge er ihm noch erlauben, davon in seinem Dienste Gebrauch zu machen“. Seydlitz griff erst an, als er durch einen Angriff in die Flanke des Feindes die maximale Wirkung erzielen konnte. Dies trug zum siegreichen Ausgang der Schlacht maßgeblich bei. Damit gilt Seydlitz als einer der Väter der sogenannten Auftragstaktik. Die selbständige Prüfung, ob die wörtliche Ausführung eines erhaltenen Befehls die dahinter stehende Absicht des Erteilenden trifft, wurde wesentlicher Bestandteil des teils bereits in den Befreiungskriegen implementierten und später durch Helmuth von Moltke d. Ä. vervollkommneten, überaus erfolgreichen Führungskonzepts aller deutschen Armeen (mit Ausnahme der NVA). Führen mit Auftrag ist auch heute in der Bundeswehr und verschiedenen anderen Armeen (insbesondere der israelischen) das Standard-Führungskonzept.
Seydlitz hatte zahlreiche Amouren und erkrankte bereits in jungen Jahren an Syphilis; diese machte ihm zunehmend zu schaffen und hemmte die Ausheilung seiner Kriegswunden. Sie gilt als eine Hauptursache für seinen frühen Tod. Er wurde im Mausoleum neben seinem Herrensitz Schloss Minkowsky (ehemals auch Seydlitzruh, heute Minkowskie) beerdigt. Der Leichnam wurde 1945 beim Einmarsch der Roten Armee von sowjetischen Soldaten geschändet und gilt seither als verschollen. Das Mausoleum wurde später von den polnischen Behörden abgerissen.

## Familie
Er war seit dem 18. April 1760 mit Susanne Johanna Albertine von Hacke (1743–1804) verheiratet. Sie war die Tochter des Generalleutnants von Hacke (1699–1754), Kommandant von Berlin. Die beiden hatten eine Tochter Wilhelmine, die zunächst mit dem Kriegsrat Friedrich Ewald Ernst von Massow (1750–1791) verheiratet war. Nach ihrer Scheidung heiratete sie am 2. Juli 1785 den polnischen Grafen von Monczinsky, von dem sie aber auch wieder geschieden wurde.

## Gedenken

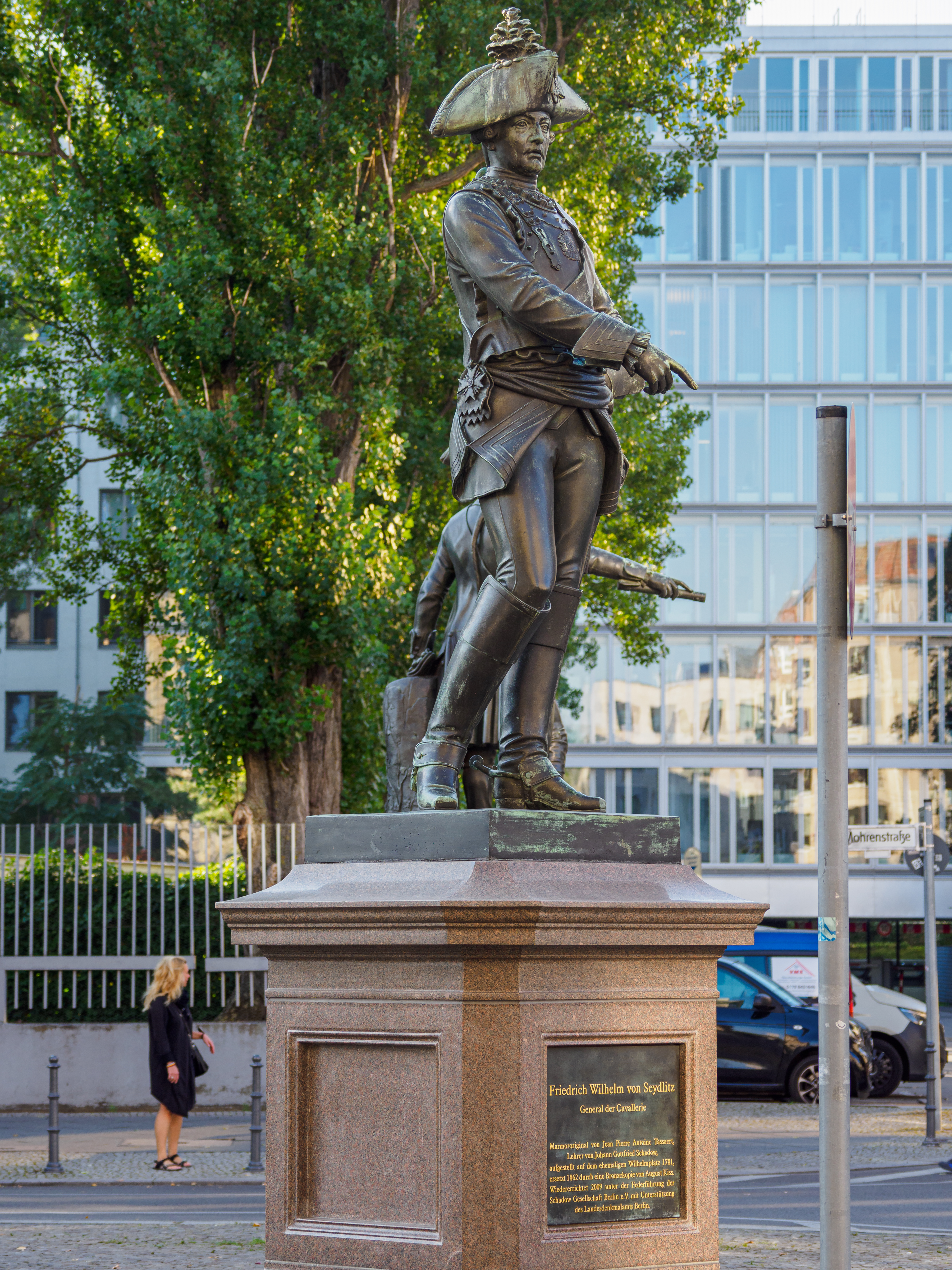
Bronze-Ausführung des Seydlitz-Denkmals von August Kiß (1859–1862) auf dem Zietenplatz in Berlin

### Benennungen
Nach ihm benannt wurden der Seydlitzplatz im Bezirk Tempelhof-Schöneberg sowie die Seydlitzstraße in Bezirk Mitte, Bezirk Steglitz-Zehlendorf und Tempelhof-Schöneberg, sowie das Lazarettschiff Seydlitz, der Große Kreuzer Seydlitz und der Schwere Kreuzer Seydlitz. Nach ihm benannte Seydlitzstraßen gibt es im Dortmunder Stadtteil Hörde, in der Stadt Plettenberg im Sauerland, in Schwedt/Oder (seit 2012) und in Bocholt, Lünen (Westfalen) sowie in Bremen und in Wuppertal-Barmen, wo sie mit der Schwerin- und der Zieten-Straße die „Generalssiedlung“ bildet.
Die Ende der 1960er Jahre in Kalkar erbaute Von-Seydlitz-Kaserne wurde nach ihm benannt. Auch gibt es dort eine Seydlitz-Stege und einen Reiterverein, der seinen Namen trägt. Der 74. Offizieranwärterjahrgang des Heers wählte 2006 an der Offizierschule des Heeres (OSH) in Dresden von Seydlitz als Jahrgangsnamen.
Anna Louisa Karsch widmete Seydlitz das Gedicht An den General-Lieutnant von Seydlitz, Theodor Fontane widmete ihm drei Gedichte: Herr Seydlitz auf dem Falben, Seydlitz und der Bürgermeister von Ohlau, Und Calcar, das ist Sporn. Anton Mayer und Eckart von Naso widmeten ihm Romane.

### Denkmäler
- Der Bildhauer Antoine Tassaert schuf von 1779 bis 1780 im Auftrag Friedrichs des Großen das marmorne Berliner Seydlitz-Denkmal, das 1781 auf dem Wilhelmplatz aufgestellt wurde. Wegen drohender Verwitterung musste das Standbild 1857 magaziniert werden. Seit 1904 steht die Statue in einer Nische im hinteren Treppenhaus (Kleine Kuppelhalle) im Berliner Kaiser-Friedrich-Museum, dem heutigen Bodemuseum.
- Nach dem Marmorstandbild bildete August Kiß das Denkmal in Bronze nach. 1861 wurde es am Wilhelmplatz aufgestellt. Aus politischen Gründen ließ die DDR-Regierung das Denkmal 1950 abbauen und einlagern. Es wurde 2009 auf dem Berliner Zietenplatz wieder aufgestellt.
- In Kalkar am Niederrhein wurde im August 1850 ein Sandstein-Denkmal des Düsseldorfer Bildhauers Julius Bayerle zu Kosten von ca. 4000 Talern aufgestellt. Es ist nicht erhalten.
- Für den Guss des Standbildes, das auf Initiative des Freiherrn von Seherr-Thoss in Trebnitz (Schlesien) am 5. November 1910 enthüllt wurde, stiftete Kaiser Wilhelm II. französische Geschützbronze aus dem Deutsch-Französischen Krieg 1870/71. Schöpfer war der Berliner Bildhauer Max Baumbach. Die Bürgerschaft der Stadt ermöglichte die Aufstellung des Denkmals durch freiwillige Spenden, die ein Gesamtvolumen von 15.000 Mark erreichten, seitens der Stadtverordnetenversammlung war ein Zuschuss von 1.000 Mark bewilligt worden.
- An seinem 78. Geburtstag erließ Kaiser Wilhelm I. die Order, das Berliner Zeughaus in eine Ruhmeshalle für die Preußische Armee umzuwandeln, für die der Bildhauer Reinhold Begas die Skizzen für 32 Büsten lieferte, darunter eine überlebensgroße Seydlitz-Büste, die nach dem Entwurf des Berliner Bildhauers Julius Moser in Gladenbecks Bronzegießerei in Friedrichshagen gegossen und 1891 in der westlichen Feldherrnhalle der Berliner Ruhmeshalle aufgestellt wurde. Die Büste ist seit 1945 verschollen.
- Herzog Carl Christian Erdmann von Württemberg-Oels ließ um 1790 im Labyrinth des Parks von Bad Carlsruhe in Schlesien ein Standbild „Friedrichs des Einzigen“ aufstellen. Das Denkmal ist umgeben von den Büsten seiner fünf Generale Schwerin, Winterfeldt, Ziethen, Seydlitz und Keith. Um 1825 wurden alle Denkmäler demontiert; 1936 waren die leeren Mauernischen, in denen die Büsten standen, noch erhalten.
- Prinz Heinrich von Preußen widmete ihm eine Gedenktafel auf der Vorderseite seines Rheinsberger Obelisken.